# Però
Però (in greco antico: Πηρώ?, Pēró) è un personaggio della mitologia greca e l'unica figlia femmina di Neleo e Clori.
I suoi fratelli erano Nestore, Cromio e Periclimeno.

## Mitologia
Neleo, di fronte ai numerosi pretendenti alla mano della figlia, posa la condizione di avere la mandria appartenente ad Ificlo.
Riuscì nell'impresa il veggente Melampo che curò l'infertilità di Ificlo ed una volta ottenuta la donna, la portò in sposa a suo fratello Biante.